# Ganado (Texas)
Ganado é uma cidade localizada no estado norte-americano de Texas, no Condado de Jackson.

## Demografia
Segundo o censo norte-americano de 2000, a sua população era de 1915 habitantes.
Em 2006, foi estimada uma população de 1857, um decréscimo de 58 (-3.0%).

## Geografia
De acordo com o United States Census Bureau tem uma área de
3,0 km², dos quais 3,0 km² cobertos por terra e 0,0 km² cobertos por água.

## Localidades na vizinhança
O diagrama seguinte representa as localidades num raio de 28 km ao redor de Ganado.